# Porthidium porrasi
Espèce
Statut de conservation UICN

 LC  : Préoccupation mineure
Porthidium porrasi est une espèce de serpents de la famille des Viperidae.

## Répartition
Cette espèce est endémique du Sud-Ouest du Costa Rica.

## Description
Porthidium porrasi mesure jusqu'à 50 cm. Son dos est fauve orangé et présente un motif composé de 18 taches. C'est un serpent venimeux aux mœurs nocturne qui se nourrit de lézards et de rongeurs.

## Étymologie
Son nom d'espèce lui a été donné en l'honneur de Louis W. Porras, un herpétologiste né au Costa Rica.

## Publication originale
- Lamar & Sasa, 2003 : A new species of hognose pitviper, genus Porthidium, from the southwestern Pacific of Costa Rica (Serpentes: Viperidae). Revista de Biología Tropical, vol. 51, n. 3/4, p. 797-804 (texte intégral).